# Тени в ночи
«Тени в ночи» (англ. Shadows in the Night) — американский детективный фильм режиссёра Юджина Форда, который вышел на экраны в 1944 году.
Это третий из десяти фильмов киносериала студии Columbia Pictures о Криминальном докторе 1943—1949 годов с Уорнером Бакстером в главной роли бывшего преступника, который после многолетней амнезии стал законопослушным гражданином, психотерапевтом и детективом-любителем.
В этом фильме к доктору Роберту Ордуэю, он же Криминальный доктор, обращается дизайнер по текстилю Лоис Гарленд (Нина Фох), которую по ночам стали мучить кошмары, подталкивающие её к самоубийству. Роберт соглашается приехать в загородный дом Лоис на скалистом морском берегу, где она живёт с несколькими своими родственниками и знакомыми. На утро после его приезда на берегу обнаруживают труп босса Лоис по имени Шилдс, а затем ночью прямо в спальной Роберта убивают смотрителя усадьбы. Среди подозреваемых оказываются повар с тюремным прошлым (Бен Уэлден), младший партнёр Шилдса по бизнесу (Эдвард Норрис), адвокат (Майнор Уотсон) и дядя Лоис, химик Свифт (Джордж Зукко), а также отчасти сама Лоис. Несмотря на нежелание властей разбираться в этом деле, Роберту удаётся выяснить, как были совершены преступления, их мотивы, а также вычислить убийцу.
Указав на некоторую абсурдность сюжета, современные критики обратили также внимание на умелое создание режиссёром атмосферы таинственности и мрака, а также на умелую игру некоторых актёров, прежде всего, Нины Фох.

## Сюжет
Однажды грозовой ночью домой к психиатру Роберту Ордуэю (Уорнер Бакстар) приходит молодая привлекательная женщина, дизайнер по текстилю Лоис Гарланд (Нина Фох), которая заявляет, что ей срочно нужна его помощь, так как до завтра она может не дожить. Ордуэй предполагает, что она хочет покончить с собой, так как в ином случае Лоис обратилась бы к обычному врачу или в полицию. Вскоре в дом незаметно через окно залезает мужчина, который подслушивает разговор. Лоис тем временем рассказывает, что последние две недели у неё возникает импульс покончить жизнь самоубийством, и это происходит вскоре после того, как она засыпает. Лоис рассказывает, что это желание сопровождается кошмаром, в котором через окно к ней проникает женщина, вся мокрая, как будто только что она вышла из моря. Женщина ей не знакома и как будто из другого времени. Она направляется к двери и, уходя, манит Лоис. Первый раз сон не произвёл на Лоис особого впечатления, но затем он стал повторяться каждую ночь. И в конце концов она поймала себя на том, что уже готова последовать за женщиной в океан. Лоис рассказывает, что живёт в Рокки-Пойнте в собственном доме на берегу океана. Вместе с ней живут сестра и другие родственники, а на уик-энд постоянно приезжают друзья. По словам Лоис, сегодня ночью дело зашло так далеко, что во сне она, судя по песку на ногах, ходила по пляжу. Ордуэй просит Лоис переночевать в гостинице, а утром прийти к нему на приём. Она не удовлетворена, так как рассчитывала на избавление от кошмаров, и приглашает Ордуэя к себе в дом на уик-энд, чтобы разобраться в ситуации на месте. Провожая Лоис, доктор замечает у дверей своего кабинета следы от мокрых ботинок, а также открытое окно.
Вечером Ордуэй подъезжает к усадьбе Лоис, которая расположена на морском утёсе. Лоис открывает доктору дверь в дом и благодарит его за то, что он всё-таки согласился к ней приехать. Она знакомит Ордуэя со своей сестрой Адель Картер (Джинн Бейтс) и её мужем, несостоявшимся актёром Стэнли Картером (Лестер Мэтьюз). Затем она представляет доктору своего повара Ника Каллуса (Бен Уэлден), того самого человека, который следил за Лоис в доме Ордуэя. Лоис говорит доктору, что пока не стала рассказывать своим гостям о своих кошмарах, а его пригласила просто в качестве своего нового знакомого. Ордуэй сообщает Лоис, что кто-то за ней вчера следил, когда она приходила к нему. Лоис провожает доктора в его комнату, и они договариваются на ночь поменяться комнатами. Ордэуэй догадывается, что кошмары Лоис могут быть связаны с чем-то в этой комнате. Доктор осматривает окно, в которое якобы проникает гостья из кошмара. Открыв окно, он видит крутой обрыв и морские волны, заявляя, что здесь мог проникнуть только призрак. Доктор провожает Лоис, гасит свет и ложится на кровать. Вскоре после 12 часов в комнату начинает проникать дым, а в проёме окна возникает силуэт женщины. Женщина молча пересекает комнату и выходит через дверь. Ордуэй как лунатик встаёт и идёт следом, выходя к морю. На улице за ним наблюдает высокий седой мужчина Фрэнк Свифт (Джордж Зукко), который приходится Лоис дядей. Дойдя до края неглубокого обрыва, Ордуэй оступается и падает. Фрэнк подбегает к доктору, помогая ему подняться, а затем провожает в дом. Поднявшись на второй этаж, Ордуэй видит на полу тело мёртвого человека с расколотым черепом. Доктор заходит в комнату к Лоис и будит её. Однако когда они возвращаются на место, тела уже нет.
На следующее утро Ордуэй выходит на прогулку по набережной. Там он встречает Ника, который отправляется готовить завтрак. Ник рассказывает, что у него на берегу было кафе, которое разорилось, и Лоис взяла его поработать у себя, пока он не найдёт другое место. Но ему очень нравится здесь, и он не хочет уходить. Появляется Лоис, которая спрашивает у Ника, не следовал ли кто-либо за ней прошлой ночью. Он отвечает, что никого не видел и он никому не говорил о её вчерашнем отъезде. Тем временем Ордуэй спускается к воде, замечая тело на берегу. Пока он вытаскивает тело, подходит Лоис, сообщая, что это Сейму Шилдс, старший партнёр в фирме, где она работает. Ордуэй просит немедленно позвонить в полицию. За завтраком в столовой Ник сообщает, что в своё время сидел в тюрьме. К Нику подходит Фредерик Гордон (Майнор Уотсон), адвокат Лоис, и Ник подтверждает ему, что Шилдс мёртв. Гордон рассказывает, что Шилдс уехал из дома вчера утром в город по делам и обещал вернуться сегодня вечером. Вероятно, он изменил планы и приехал вчера поздно вечером. Так как его машина запаркована прямо за воротами, вероятно, он не хотел никого беспокоить и пошёл к дому пешком. В темноте он, близорукий, мог заблудиться и случайно упасть со скалы. Ник же предполагает, что Шилдса толкнули. В свою очередь Ордуэй рассказывает, что ночью видел странный сон, как будто около его спальни лежало тело мёртвого человека, которого убили ударом тяжёлого предмета по голове. Теперь Ордуэй понимает, что это был Шилдс, которого он ранее никогда не видел. Молодой мужчина Джесс Хилтон (Эдвард Норрис), который является младшим партнёром Шилдса, удивлён тем, что тело его шефа обнаружили утром на пляже. Он рассказывает, что Шилдс относился к нему как отец, и Джесс был очень привязан к нему. Шилдс взял его к себе в фирму, и в конце концов сделал партнёром. Вскоре появляются шериф (Чарльз С. Уилсон) и коронер (Чарльз Хэлтон), которые не воспринимают рассказ Ордуэя о его сне всерьёз. Ордуэй подозревает, что коронер вынесет вердикт о смерти в результате несчастного случая, тем не менее он продолжает утверждать, что видел труп Шилдса ночью на втором этаже дома. Шериф в свою очередь указывает доктору его лунатизм и падение, что могло вызвать галлюцинации. В ответ Ордуэй обращает внимание на то обстоятельство, что часы Шилдса не разбились, как это было бы при падении со скалы.
Поздно вечером Ордуэй копается в бумагах и смешивает реактивы в химической лаборатории Свифта, расположенной в небольшом домике по соседству. Заметив в окнах свет, Свифт заходит в лабораторию. Доктор говорит ему, что понял, что тот разрабатывает передовые технические решения в области химической промышленности, а также работает над новой тканью. Увидев, что Ордуэй разбирается в химии, Свифт решает показать ему свою работу — новую синтетическую ткань, которую он разработал специально для Лоис. Он рассказывает, что пытался предложить эту ткань Шилдсу, но тот ничего не понял и отказался. Пока Свифт убирает образец ткани, Ордуэй намеренно роняет пробирку, в результате чего появляется густой дым. Получив выговор от Свифта, Ордуэй уходит. Около площадки на скале Ордуэй видит, как смотритель Риггс (Артур Хол) со своей женой о чём-то спорят. Она считает, что должна предупредить Лоис, на что он отвечают, что если она влезет в это дело, её отправят в психбольницу. Тем временем в доме Джесс тайно встречается с Лоис. Они скрывают свои романтические отношения, так как известно, что Шилдс хотел жениться на Лоис. Джесс говорит ей, что смерть Шилдса устраняет единственное препятствие к их свадьбе.
Ордуэй заходит в комнату, где замечает на комоде фотографию подростка с подписью «Папе от его любящего сына Эрвина». Следом в комнату заходит Адель, и Ордуэй извиняется, говоря, что думал, что это комната Гордона. Адель поясняет, что это фотография сына Стэнли от его первого брака. Затем Ордуэй заходит к Гордону, который советует не говорить никому о переносе тела, так как это звучит слишком невероятно, и вызовет только вопросы по отношению к самому Ордуэю. Доктор спрашивает Гордона о делах Лоис, на что тот отвечает, что у неё нет никаких побочных доходов, так как она хорошо зарабатывает как дизайнер. Гордон констатирует, что она превратила свой дом в отель для родственников и знакомых, и он не может её от этого отговорить. Далее Гордон рассказывает, что Стэнли Картер так и не добился особых успехов как актёр, и виной тому его предыдущий брак с дочерью сталелитейного магната, семья которого не любила театр. Затем Ордуэй через кухню спускается в подвал здания, где обнаруживает трубу для сброса грязного белья, а также тайный ход, который выводит непосредственно на морской берег.
На берегу Ордуэй обнаруживает основание сломанного подсвечника и забирает его. За ним из укрытия наблюдает Ник, который сначала достаёт пистолет, а затем незаметно убегает. Когда Ордуэй поднимается обратно в подвал, Ник, угрожая оружием, предлагает поговорить. При выходе из подвала Ордуэй бьёт Ника дверью, и отбирает у него пистолет. Ордуэй говорит, что выяснил, как можно было легко и незаметно вынести труп на берег. По мнению доктора, Ник очень хорошо подходит под портрет убийцы — он сидел в тюрьме и достаточно решителен для того, чтобы проделать такое дело. Ник сознаётся лишь в том, что разбил окно в доме Ордуэя. Далее он рассказывает, что услышал, как среди ночи Лоис выбегает из дома и садится в свою машину. Встревоженный Ник догнал её, но она ему не призналась, что в беде и лишь спросила адрес Ордуэя. По её поведению Ник заподозрил, что Лоис кто-то шантажирует. После этого Ник тоже приехал к Ордуэю, готовый убить его. Ник умоляет доктора придерживаться версии, что Шилдс погиб в результате несчастного случая, так как в случае, если будет доказана версия об убийстве, Лоис станет главной подозреваемой. Ордуэя удивляет, что утром Ник был убеждён, что Шилдса убили, а теперь говорит о несчастном случае. В этот момент на шум в подвал спускаются Джесс и Лоис, которые услышали шум. Ордуэй, объясняет им, что уронил кое-что в бельепровод, и спустился вниз, чтобы забрать эту вещь. Лоис уходит, а Джесс предлагает выпить на кухне кофе, и Ник остаётся с ним.
Ордуэй уходит с Лоис, по дороге спрашивая, по какой причине она завела такого друга, как Ник. Она говорит, что сначала просто пожалела его, так как он сидел в тюрьме за убийство человека в своём ресторане. По её словам, это был просто несчастный случай во время глупого спора с доставщиком. Ник держал в руке нож, и когда тот ударил его бутылкой по голове, Ник, не соображая, зарезал его. Ему дали год, и когда он вышел, то не мог найти себя, и Лоис пригласила его к себе в качестве повара. Ордуэй показывает Лоис деталь подсвечника, который стоял в гостиной. Он уверен в том, что подсвечник сломали о голову Шилдса. Когда Ордуэй говорит, что представит этот подсвечник на допросе у коронера, Лоис просит его забыть о подсвечнике. Она поясняет, что таким образом пытается защитить Джесса, так как если будет доказано, что произошло убийство, вскоре выяснится, что Шилдс завещал свою долю в партнёрстве Джессу, и его арестуют. На это Ордуэй замечает, что тот кто совершил убийство, устраивал и её кошмары, а к этому Джесс точно не имеет отношения. Далее доктор обращает внимание на то, что все здесь удивительно страстно желают спасти кого-то другого. Ник хочет защитить Лоис, что в свою очередь защитит и его, а она хочет защитить Джесса, что защитит её.
Ночью в спальню Ордуэя через вентиляционное отверстие начинает поступать дым, а затем через дверь входит неизвестный в противогазе, который находит и забирает подсвечник. В этот момент разбуженный шумом Риггс заходит в комнату Ордуэя, получая сильный удар подсвечником по голове, после чего неизвестный успевает скрыться. Очнувшийся вскоре Ордуэй просит немедленно вызвать полицию, а также уведомляет обитателей дома об убийстве Риггса. Доктор уточняет у Лоис, что о подсвечнике она никому не рассказывала. Появляется Ник, который по просьбе миссис Риггс ищет её супруга. Вскоре выбегает озабоченный Стэнли, который никак не может разбудить Адель. По просьбе доктора Лоис забегает в его комнату за ключами, чтобы сходить в машину за медицинскими инструментами. В комнате она замечает, что там роется Ник, которому не понятно, зачем убийца пришёл в эту комнату. Лоис даёт Нику ключи и посылает его в машину за инструментами. Затем появляются Джесс и Свифт, который шутит по поводу убийств. На это Джесс замечает, что тот так безразличен к убийствам, поскольку сам совершил 15 убийств. После ухода Свифта Лоис рассказывает, что несколько лет назад Свифт сделал ошибку при разработке химической формулы, и прежде чем это было обнаружено, уже была продана большая порция лекарств. В результате заболело 30 или 40 человек, после чего судебные иски обанкротили компанию. По словам Лоис, это довело дядю до психического расстройства, и он так и не предстал перед судом. С тех пор Лоис взяла его к себе и сделала для него небольшую лабораторию, где он продолжает свои исследования.
Ник приносит медицинские инструменты, и доктор просит всех, кроме Лоис, покинуть комнату. В этот момент приезжают шериф и коронер. Осмотрев Адель, Ордуэй заявляет, что кто-то накачал таблетками, и ей срочно нужно сделать подкожную инъекцию. Оставив коронера с Адель, Ордуэй проходит с шерифом в свою комнату, показывая, где обнаружил труп Риггса. Он говорит, что убийца забрал орудие убийства, но он думает, что это тот же подсвечник, которым он убил Шилдса. Когда шериф спрашивает, почему Ордуэй ничего не слышал, тот отвечает, что лишь смутно помнит, что пытался встать, но даже не помнит зачем. Он полагает, что мог находиться под воздействием гипнотического газа. Далее Ордуэй подчёркивает, что оба убийства объединяет орудие убийства. Риггса, как он думает, убили из-за того, что он пришёл что-то рассказать доктору. А Шилдс, вероятно, случайно увидел того, кто устраивает ночные кошмары, и его надо было заставить замолчать. После этого Ордуэй показывает шерифу, как тело Шилдса со второго этажа быстро переправили на берег. Коронер сообщает, что Адель пришла в себя, но ничего не помнит с того момента, как легла в постель. Осмотрев бельепровод, они заходят в комнату Гордона, где шериф обращает внимание Ордуэя на то, что Гордон очень хотел, чтобы смерть Шилдса признали несчастным случаем.
Шериф и коронер уходят проверить тоннель, а Ордуэй тем временем заходит к Лоис, напоминая ей, что о подсвечнике он не говорил никому, кроме неё. Значит, кто-то их подслушал, и это можно было сделать только через вентиляционное окно. Ордуэй полагает, что вентиляция выходит на чердак, и решает проверить это. Он просит Лоис остаться в своей комнате, чтобы проверить, слышен ли звук при разговоре. Через кладовую доктор забирается на чердак, и они переговариваются с Лоис, понимая, что слышимость достаточно хорошая. На чердаке в коробке Ордуэй находит конверт, адресованный Гордону, в котором содержится порошок, который при контакте с водой превращается в газ. Ордуэй спрашивает Лоис о её отношениях с Гордоном, на что она отвечает, что он друг Стэнли, а не её. Гордон был его адвокатом в деле о разводе, но других общих дел у них нет. Когда Ордуэй и Лоис заходят к Гордону, показывая ему конверт, он отвечает, что выбросил его в мусорную корзину в комнате Стэнли. По его словам, в конверте было письмо, которое он привёз Стэнли. Когда он отдал ему конверт, тот выбросил его в корзину, даже не прочитав. Ордуэй предполагает, что письмо могло касаться дела об опеке над его сыном, которую Стэнли пытается отсудить у его матери. Хотя вопрос находится в чисто юридической плоскости, Ордуэй предполагает, что богатый дед мальчика благодаря своим огромным деньгам выиграет это дело ещё до суда. Лоис говорит, что предупредила Стэнли, что никогда не позволит ему решать вопрос об опеке над сыном через суд. Гордон отвечает Лоис, что на этот раз у неё не получиться управлять жизнями других людей. Тогда Лоис заявляет, что если они пойдут в суд, то она будет свидетельствовать, что в моральном плане Стэнли не может брать на себя опеку над ребёнком. Она рассказывает, что когда в своё время, будучи членом одного из благотворительных комитетов, Стэнли украл у него 4 тысячи долларов. В тот раз она его прикрыла, предупредила о том, что раскроет этот факт в случае, если он подаст иск об опеке мальчика. Гордон замечает, что это ставит его в неловкую ситуацию, так как, взявшись за это дело, он не знал этих обстоятельств.
В тот момент, когда шериф и коронер ищут в подвале улики, по бельепроводу падает пакет, в котором находятся маска, парик, накидка и подсвечник. Схватив вещи, шериф бежит по лестнице, желая задержать сбросившего их с поличным. Вместе с Ордуэем они вбегают в комнату Гордона, который спал и ничего не видел. В коридоре шериф наталкивается Свифта и Джесса, которые заявляют, что последние 15 минут были вместе в комнате Джесса. Они заходят в комнату Стэнли, но того там нет. Осматривая комнату, шериф обнаруживает в кладовой связанного Стэнли, который не может сказать, кто с ним это сделал. По его словам, он зашёл в туалет, где кто-то ударил его, прежде чем он успел включить свет. Он потерял сознание и пришёл в себя только в кладовке.
Ночью проводится следственный эксперимент, в ходе которого на коронера надевают костюм призрачной женщины и проигрывают версию Ордуэя. Шериф по-прежнему не верит, что усыпляющий газ может сделать человека лунатиком. В качестве доказательства Ордуэй дует на коронера порошком, который затем бессознательно идёт за доктором, после чего глубоко засыпает. Входит Ник, который передаёт Ордуэю принесённые брюки, а затем по его просьбе показывает трюк с верёвкой, как человек может сам себя связать. Ордуэй говорит, что в кладовой под простынями он нашёл ключ, после чего попросил Ника взять из его спальни эти брюки. На их коленях видны капли смолы, такие же, как на брюках Стэнли. Доктор говорит, что практически невозможно проникнуть в вентиляционную систему, стоя на коленях в кромешной тьме, не испачкавшись в этой смоле. Ордуэй заявляет, что с помощью гипнотического порошка и маскарада Стэнли пытался запугать Лоис и вызвать у неё психическое расстройство. Это сделало бы её юридически некомпетентной давать свидетельские показания против Стэнли в суде. Когда Стэнли пытается бежать, шериф стреляет в него, и раненого его задерживают. После этого все вспоминают о коронере, который только что очнулся и предлагает продолжить расследование.

## В ролях
- Уорнер Бакстер — доктор Роберт Ордуэй
- Нина Фох — Лоис Гарланд
- Джордж Зукко — Фрэнк Свифт
- Эдвард Норрис — Джесс Хилтон
- Лестер Мэтьюз — Стэнли Картер
- Бен Уэлден — Ник Каллус
- Джинн Бейтс — Адель Картер
- Чарльз Хэлтон — Док Стейси
- Артур Хол — Риггс
- Майнор Уотсон — Фредерик Гордон
- Чарльз К. Уилсон — шериф

## Создатели фильма и исполнители главных ролей
Режиссёр Юджин Форд за период с 1926 по 1947 год поставил 41 фильм, большинство из которых были детективами категории В, среди них пять фильмов про полицейского детектива из Гонолулу Чарли Чана 1934—1940 годов, три картины про частного сыщика Майка Шейна 1940—1941 годов, два фильма из серии про Криминального доктора 1943—1944 годов, а также нуаровые триллеры «Берлинский корреспондент» (1942), и позднее — «Багровый ключ», «Невидимая стена» и «Ответный удар» (все — 1947).
Уорнер Бакстер начал свою карьеру с немых фильмов, наиболее заметными были его работы в фильмах «Великий Гэтсби» (1926) и «Ужасная правда» (1925). Перейдя в звуковое кино, Бакстер завоевал «Оскар» за исполнение главной мужской роли в фильме «В старой Аризоне» (1928), после чего снялся в таких фильмах, как «42-я улица» (1933), «Пентхаус» (1933), «Узник острова акул» (1936) и «Похищенный» (1938). С 1943 по 1949 год Бакстер сыграл роль доктора Роберта Ордуэя в десяти фильмах из цикла о Криминальном докторе.
Рождённая в Нидерландах американская актриса Нина Фох начала голливудскую карьеру в 1943 году с малобюджетных фильмов ужасов «Возвращение вампира» (1943) и «Вой оборотня» (1944). Первый заметный успех пришёл к актрисе с готическим нуаром «Меня зовут Джулия Росс» (1945). Позднее она сыграла заметные роли в таких престижных фильмах категории А, как «Американец в Париже» (1951), «Номер для директоров» (1954), который принёс ей номинацию на «Оскар» за лучшую роль второго плана, «Десять заповедей» (1956) и «Спартак» (1960).
Британский актёр Джордж Зукко в период с 1931 по 1951 год сыграл роли второго плана в 96 фильмах, среди которых «После тонкого человека» (1936), «Горбун Собора Парижской Богоматери» (1939), «Рука мумии» (1940), «Приключения Шерлока Холмса» (1939), «Дом Франкенштейна» (1944) и «Соблазнённый» (1947).

## История создания фильма
«Тени в ночи» стал третьим фильмом сериала о Криминальном докторе с Уорнером Бакстером в главной роли доктора Роберта Ордуэя, бывшего преступника, ставшего психотерапевтом и детективом.
Рабочее название этого фильма «Свидание Криминального доктора» (англ.  Crime Doctor's Rendezvous).
Фильм находился в производстве с 2 апреля по 5 мая 1944 года и вышел в прокат 27 июля 1944 года.

## Оценка фильма критикой
Как отмечено в рецензии журнала TV Guide, «в этом, довольно жутком и напряженном триллере, основанном на популярной радиопрограмме „Криминальный доктор“, Нина Фох предстаёт в образе богатой хозяйки дома, которую медленно доводят до безумия и самоубийства. Бакстер играет роль психиатра со своей собственной методикой раскрытия преступлений. Он сталкивается с явлениями, кажущимися сверхъестественными, но затем с помощью научных методов раскрывает дело».
По словам историка кино Кима Ньюмана, этот фильм «сделан в духе детективных циклов про Чарли Чана и Перри Мейсона, которые занимались старыми тайнами „тёмного дома“ с самого начала повального увлечения детективами, которое по-настоящему расцвело в первые годы звукового кино». По мнению критика, подобно картине «Сокол и студентки», этот фильм «показывает, насколько влиятельным был Вэл Льютон в малобюджетном Голливуде в начале 1940-х годов». Как и в «Седьмой жертве», «сюжет, несмотря на свою абсурдность, наполнен обреченностью и меланхолией. Героиню преследуют кошмарные сны, и она обращается к психиатру-сыщику доктору Ордуэю (Бакстер) с просьбой провести расследование». Как пишет Ньюман, Нина Фох, известная в то время на студии Columbia Pictures по ролям в фильмах ужасов, выступает как клиентка главного героя. «Её кошмары, как выясняется, вызваны „гипнотическим газом“, который заставляет жертву ходить во сне (естественно, по краю обрыва)». Как отмечает историк кино Хэл Эриксон, «Нина Фох великолепно сыграла Лоис Гарланд, красивую молодую наследницу, доведенную до безумия и возможного самоубийства».